# Tigrispiton
A tigrispiton (Python molurus) a hüllők (Reptilia) osztályának pikkelyes hüllők (Squamata) rendjébe, ezen belül a pitonfélék (Pythonidae) családjába tartozó faj.

## Előfordulása
A tigrispiton egész Dél-Ázsiában előfordul Pakisztántól Indián át Srí Lankáig és a Himalája lábáig. Dél-Kína (Szecsuan és Jünnan tartomány)ában, Hongkongban, Hajnanon, Hátsó-Indiában és a Szunda-szigeteken (Celebeszig) a nagyobb és sötétebb szalagos tigrispiton (Python bivittatus) helyettesíti. Mivel bőre miatt túlvadászták, sok területen veszélyeztetett, kipusztulástól fenyegetett fajjá vált.

## Alfajai
- indiai tigrispiton (Python molurus molurus) - Pakisztán, India, Nepál déli része, Banglades és Mianmar
- ceyloni tigrispiton (Python molurus pimbura) - Srí Lanka

Korábban alfajának tekintették a szalagos tigrispitont (Python bivittatus, régebben Python molurus bivittatus) is.

## Megjelenése, felépítése
Hossza egyes becslések szerint elérheti a 6,4 métert, testtömege pedig a 91 kilogrammot, a legnagyobb ténylegesen lemért példány azonban csak 4,6 méter hosszú és 52 kg volt. Teste sárgásfehér, nagy barna foltokkal. A hím kloákanyílásánál található, ún. anális sarkantyúk a visszafejlődött combcsontok maradványai és a párzásban játszanak szerepet. A meleg vérű állatok testmelegét az alsó és felső ajkán lévő, igen érzékeny hőreceptorokkal érzékeli.
Feje szürkésbe játszó hússzínű, a fejtető és a homlok világos olajbarna. Háta világosbarna, középen szürkéssárga árnyalattal. Hasa fehéres; az orrlikaktól a szemeken át a száj hátsó sarkáig egy-egy olajbarna sáv húzódik. Ugyanilyen színű, háromszögletű foltot találunk a szemek alatt, továbbá egy nagy, villásan elágazó, Y alakú foltot a fej hátulján, illetőleg a tarkón. A háton egész sor megnyúlt négyszögletes, vörösbarna foltot találunk — ezek szegélye fekete, a szélük fogazott vagy egyenes. Oldalt a középső foltoknál kisebb, hosszanti foltok sorakoznak; ezek közepe világosabb. Két elülső és két hátsó homlokpajzsa van; utóbbiak és a fejtető-pajzsok között kisebb pajzsokat találunk. A két felső és négy alsó homlokpajzsban háromszögletű gödrök vannak. A szemeket az ajakpajzsoktól apró pikkelysor nem különíti el. A test felső részét 60–70 kis pikkelysor borítja. Barna szivárványhártyája felül világosabb, mint alul.

## Életmódja, élőhelye
Magányos, fákon élő lény. A fára úgy mászik fel, hogy rátekeredik a törzsére, és pikkelyeivel kapaszkodik belé. Addig függeszkedik egy ágon, amíg el nem halad alatta egy megfelelőnek látszó áldozat — leginkább kisemlős, szarvas, disznó vagy majom. A zsákmányt leginkább nyelvével vizsgálódva érzi meg. Áldozatát testgyűrűivel összeszorítva öli meg. Becslések szerint szabadon 40 évig élhet — fogságban tovább él és nagyobbra is nő.

## Szaporodása
Az ivarérettséget 3 éves korban éri el. A nőstény 60–100 tojást rak — a fiatalabbak kevesebbet, az idősebbek egyre többet. A nőstény a tojások köré tekeredve melegít őket. Az ideális költési hőmérséklet 36 °C — ha hűvösebb az idő, az anya akár 7 °C-kal is emelheti a fészek hőmérsékletét. A kis pitonok 60-80 nap múlva kelnek ki.

## Tartása
Dél-Ázsiában esetenként rágcsálóirtónak tartották; az éjszakára a fészerbe engedett jószágot reggel újra befogják. Magyarországon a törvény veszélyes állatnak minősíti, ezért tartásához engedély szükséges.

## A kultúrában
Ká, egy nagy és öreg indiai tigrispiton, Maugli egyik mentoraként szerepel Rudyard Kipling 1894-ben megjelent a dzsungel könyve című művében.

## Képek

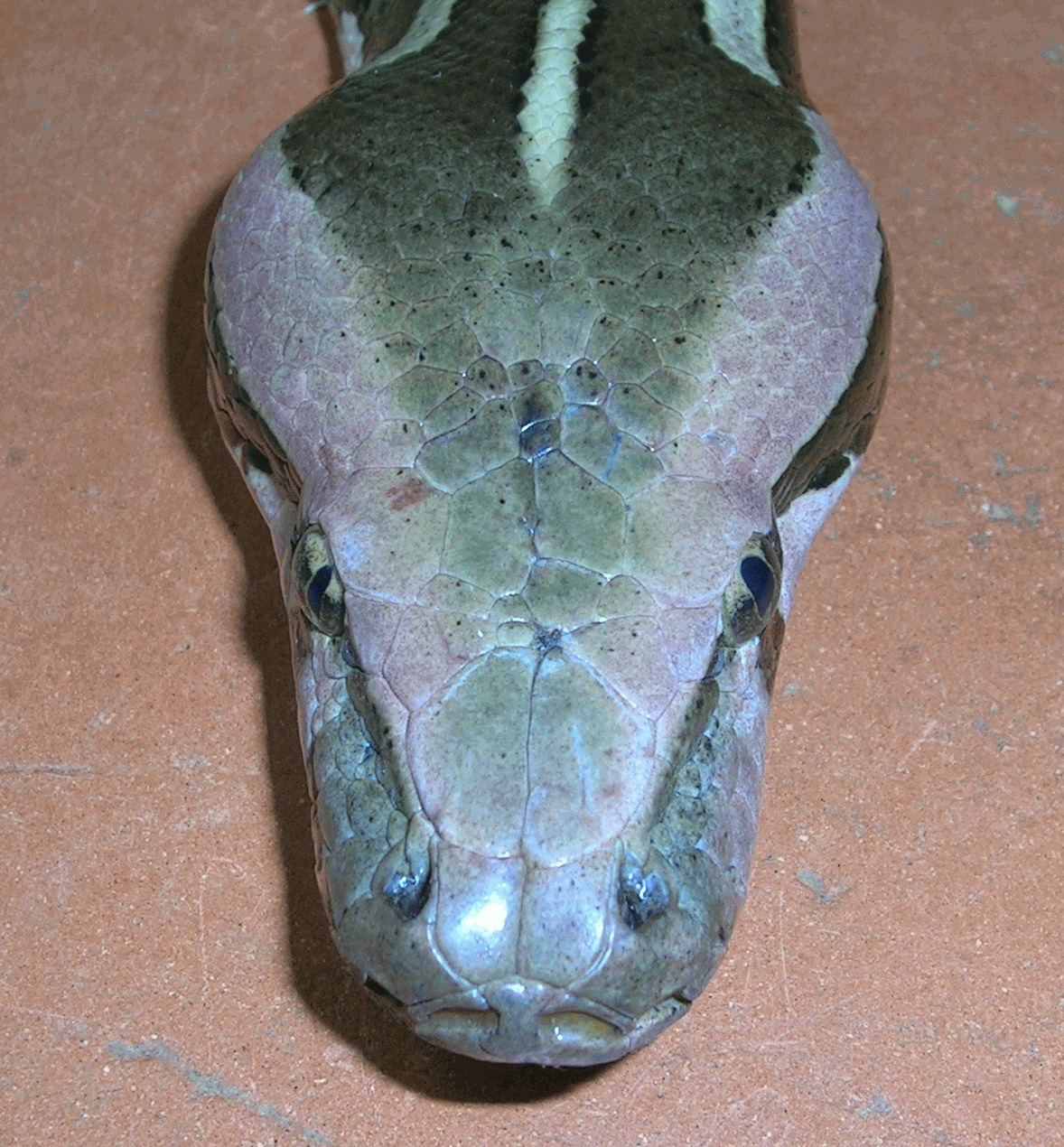
Portré
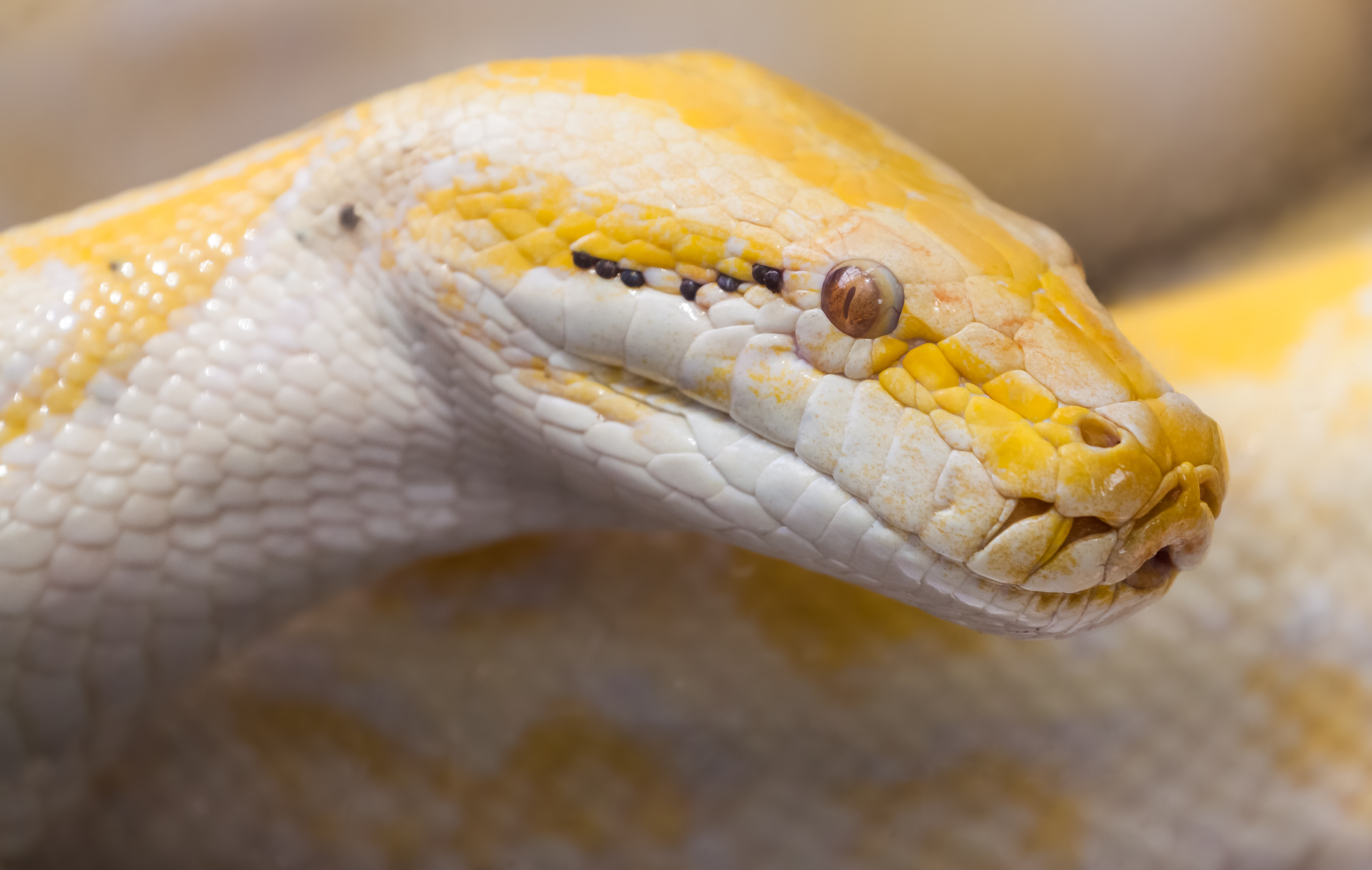
Terráriumokban kedvelt az albínó tigrispiton